# Samsung Galaxy Y Plus
El Samsung Galaxy Y Plus GT-S5303 es un teléfono móvil de Samsung. Se anunció en marzo de 2013 y se lanzó en mayo de 2013. Tiene capacidad para 2 tarjetas SIM.

## Software
Funciona con Android 4.0 Ice Cream Sandwich.